# Menomini
Los menomini (o menominee) son una tribu nativa norteamericana, cuya lengua se encuadra en la familia algonquina y que ocupó originalmente amplios territorios del noreste de los Estados Unidos, incluyendo los estados de Wisconsin y el norte de Míchigan. A inicios del siglo XXI se concentran en el condado de Menominee. Allí, según el censo de 2000, representan el 87,3% de una población total de 4562 habitantes. la palabra 'menominee' o 'menomini' procede del ojibwa y significa la gente del arroz silvestre, pues ese es uno de sus principales alimentos tradicionales. Para referirse a sí mismos los menominee usan el vocablo mamaceqtaw, que significa la gente.

## Historia
Se dividían en cinco clanes tradicionales: oso, águila, lobo, alce y garza. Consideran que llevan 10 000 años en la región, por lo que se autodenominan los antiguos (Kiash Matchitiwuk). Los datos lexicoestadísticos evidencian que la antigüedad del menomini como lengua difererente del proto-algonquino es inferior a 3000 años. Eran sedentarios y vivían en aldeas formadas por viviendas en forma de cúpula. Su economía se basaba en la recolección de arroz silvestre y otras plantas; el cultivo de maíz, calabazas, judías y tabaco; la pesca -en particular del esturión- y algo de caza.
El explorador francés Jean Nicolet contactó con ellos en 1634 en la región de la bahía de Green Bay, en el lago Míchigan (hoy Wisconsin). Tras la llegada de Nicolet, los menomini iniciaron relaciones comerciales con los franceses, intercambiando pieles por bienes de origen europeo. El comercio de pieles llevó a una reorganización completa de la tribu, que pasó de una vida sedentaria en aldeas a otra de bandas en continuo desplazamiento. 
En 1854, al acabar la instalación en reservas se calcula que existían unas 34 bandas distintas, que además no siempre correspondían con la división tradicional de cinco clanes. El censo de 1842 contabilizó 2199 menomini.
La instalación en reservas supuso el fin del nomadismo y una nueva sedentarización. Los líderes de las bandas los que eligieron los emplazamientos de los diferentes grupos. Las condiciones de salubridad y alimentación eran malas, por la corrupción de la administración encargada de los asuntos indios, por las epidemias que reiteradamente sufrían y por el cambio en su modo de vida que suponía también el alejamiento de sus zonas de caza. 
Aunque durante la primera mitad del siglo XIX cedieron la mayoría de sus territorios a los blancos, en el tratado de 1848 se negaron a abandonar Wisconsin. Por eso actualmente su reserva se encuentra dentro de sus tierras ancestrales, a diferencia de lo que sucede con otras tribus nativas americanas. En 1872 se estableció un aserradero propiedad de la tribu y supervisado por el gobierno.
En 1900 se negó a la tribu el derecho a recolectar algunos de sus alimentos tradicionales, así como el acceso al lago Shawano. En esta época se inició una larga pelea legal entre los menomini y los intereses comerciales blancos sobre la explotación maderera de sus tierras. La explotación forestal le fue autorizada a la tribu en 1906, decisión refrendada por la ley La Follette de 1908, que, aunque no siempre se cumplió, constituye un punto de referencia en la recuperación de los derechos tribales.
Durante la Primera Guerra Mundial unos veinte menomini se alistaron para servir en el ejército y la marina de los Estados Unidos de América. A pesar de ello los menominee aún no eran ciudadanos estadounidenses. Fue en 1924 cuando el Congreso aprobó la legislación por la que los indios adquirieron la ciudadanía. En 1925 el comité local de mujeres votantes consiguió evitar el reparto de las tierras tribales, al tiempo que se establecían las bases para el control tribal de los derechos mineros en su territorio.
En 1928 se permitió a los miembros de la tribu elegir un consejo asesor. Aunque a la Oficina de Asuntos Indios no le gustó este cuerpo electo y trató de hacerle el vacío, el consejo dirigió directamente sus quejas a instancias federales. El senador La Follette se haría eco de las quejas de los menominee, que en 1931 verían mejorar su situación gracias a la Indian Reorganization Act y otras leyes favorables a los nativos. En este periodo también se produjeron otros dos hechos favorables: por un lado la mejora de la escuelas, por otro -y gracias al dinero obtenido de la madera- se iniciaron pleitos contra el estado y el gobierno federal, por el incumplimiento de la ley de 1908. En 1945 las sentencias de estos pleitos consiguieron para la tribu 33 870 acres de pantanos, que fueron a su vez comprados por el estado de Wisconsin por casi un millón seiscientos mil dólares.

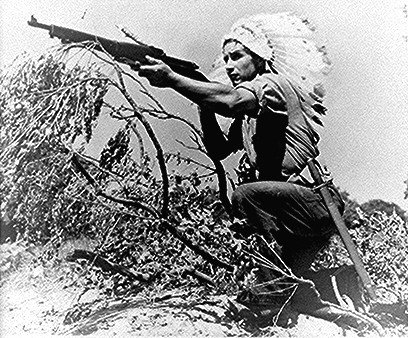
Dan Waupose, soldado menomini, en Argelia en 1943.

200 menominee lucharon con los Estados Unidos en la Segunda Guerra Mundial.
Los años 1950s se iniciaron con la resolución de otro pleito maderero -1951- con el resultado de 8'5 millones de dólares pagados a la tribu. A raíz de este cobro se inició el proceso de disolución de la reserva, cuyo desarrollo fue complejo. La decisión final fue cancelar la reserva pero manteniendo el control indio del territorio mediante la creación del condado de Menominee, septuagésimo segundo del estado de Wisconsin, que inició su existencia el 30 de abril de 1961. En aquel momento el condado contaba con unos 3300 residentes, de ellos 2720 miembros de la tribu. Además había otros 1000 miembros de la tribu fuera del condado. La capital del condado es Keshena.
La desaparición de la condición de reserva supuso otros cambios además de la aparición del condado. Los activos de la tribu pasaron a ser propiedad de Menominee Enterprises Inc, sociedad constituida al efecto. Por otro lado numerosos servicios que estaban garantizados bajo el régimen de reserva dejaron de estarlo. Esto fue particularmente grave en el caso de los servicios de salud: la tribu quedó sin hospital y sin médico. Por la propia voluntad de los menominee en diciembre de 1973 el Congreso federal reimplantó el régimen de reserva al área del condado de Menominee, pero sin suprimir dicho condado.

## Situación actual
Según los datos del censo de los Estados Unidos de 2000, tras los chippewa y los iroqueses, los menomini son el tercer grupo nativo más numeroso de Wisconsin, donde viven 7488 de ellos. Otros 1203 miembros de la tribu viven fuera de este estado.

El condado de Menominee, en el estado de Wisconsin.

Un 7,4% de los mayores de 17 años y un 13,5% de las personas hasta 17 años hablan menomini en casa (este dato no cuadra con el total de hablantes de menomini por lo que se debe tomar con precaución, en todo caso el idioma menomini no es una lengua muerta).
La gestión del condado de Menominee está mayoritariamente en manos de miembros de la tribu. Es un baluarte demócrata extremadamente firme: el candidato demócrata a la presidencia de los EE. UU. siempre ha obtenido la mayoría de los votos del condado.
De los mayores de 25 años, un 79,4% tienen título de bachiller, por encima de la media de los estadounidenses indígenas (72,6) y cerca de la media de Estados Unidos (80,4). Sin embargo solo un 9,0% tienen título universitario, frente a una media de 12,1% para los estadounidenses indígenas y un 24,4% para la población general de los EE. UU. Estos datos son del censo de 2000.
La tasa de desempleo de los menominee era en 2000 del 16,0%, mayor que la media estadounidense (6,8) y de los indios (12,2).